# 북부사단
북부사단(스페인어: División del Norte)은 멕시코 혁명 당시의 군사집단 중 하나이다. 1910년 혁명이 시작되자 프란시스코 마데로의 동원령에 따라 소집된 북부사단은 호세 곤살레스 살라스가 지휘하게 되었다. 살라스는 독재자 디아스를 축출하고 성립된 마데로 혁명내각의 전쟁성 장관을 역임하기도 했다. 그러나 1912년 파스쿠알 오로스코가 반란을 일으키자 살라사르는 6,000 명의 연방군을 조직했다. 그러나 제1차 렐라노 전투에서 북부사단은 오로퀴스타스에게 큰 피해를 입었고 사단장 살라스는 자살했다.
이후 쿠테타를 일으킨 빅토리아노 우에르타가 북부사단의 잔여병력을 손에 넣었으나, 오로퀴스타스에게 격파된다. 마데로 내각이 붕괴한 이후 북부사단의 지휘권은 최종적으로 판초 비야에게 흘러들어갔다.
비야의 북부사단은 군사계급을 갖추고 말을 이용한 응급이송을 실시했으며, 디아스 정권 때 깔린 철도를 이용해 신속한 기동을 벌였다. 또한 멕시코 연방군이나 루랄레스에게서 노획한 소수의 기관총이나 대포로 중무장까지 했다. 비야는 사단의 모든 보병들에게 말을 지급하려고 노력했으며, 이는 초기 형태의 기동보병, 또는 말기 형태의 용기병이라고 볼 수 있다. 많은 외국인들이 북부사단에 지원해 용병으로 싸웠으며, 이들 중에는 이보르 토르드그레이나 주세페 가리발디의 아들 같은 유명인사도 있었다.
다만 비야는 수백 명의 솔다데라스(여군)나 소년병에게는 말을 지급하지 않았고, 남성들로만 이루어진 기병대가 기동하는 동안 이들은 후방에 남겨졌다.
북부사단은 전성기에는 5만 여 명의 병력을 가지고 있었고 이는 미주 역사상 최대의 혁명군 집단이다. 이러한 병력을 모집하는 데는 판초 비야 본인의 명성 또는 악명이 큰 역할을 했다. 1915년 4월 켈라야이온 전투에서 북부사단은 수적 우세에도 불구하고 알바로 오브레곤의 군대에 패배했다. 오브레곤은 당시 유럽에서 벌어지고 있던 제1차 세계 대전에 대한 정보를 얻어듣고 유자철선, 참호, 기관총을 이용한 방어전을 펼쳤다. 북부사단의 기병대는 이들 방어시설 앞에 무력했다.
비야는 1920년 오브레곤과 협상해 대농장을 받고 은퇴하기로 했으나, 얼마 지나지 않아 암살당했다.